# Kosovska rukometna reprezentacija
Kosovska rukometna reprezentacija predstavlja državu Kosovo u športu rukometu. Dana 8. studenoga 2015 unotač velikim protestima Srbije Kosovski rukometni savez primljen je u IHF kao punopravni član.
Trenutačni izbornik:
Krovna organizacija:
Prvi nastup:
Nije dosad ostvarila značajnih rezultata.

## Sudjelovanja na velikim natjecanjima

### Sudjelovanja naOI
- 1936.: dijelom Jugoslavije
- 1972.: dijelom Jugoslavije
- 1976.: dijelom Jugoslavije
- 1980.: dijelom Jugoslavije
- 1984.: dijelom Jugoslavije
- 1988.: dijelom Jugoslavije
- 1992.: dijelom SCG
- 1996.: dijelom SCG
- 2000.: dijelom SCG
- 2004.: dijelom SCG
- 2008.: -
- 2012.: -
- 2016.: -
- 2020.: -

### Sudjelovanja naEP
- 1994.: dijelom SCG
- 1996.: dijelom SCG
- 1998.: dijelom SCG
- 2000.: dijelom SCG
- 2002.: dijelom SCG
- 2004.: dijelom SCG
- 2006.: dijelom SCG
- 2008.: -
- 2010.: -
- 2012.: -
- 2014.: -
- 2016.: -
- 2018.: -
- 2020.: -
- 2022.: -

### Sudjelovanja naSP
- 1938.: dijelom Jugoslavije
- 1954.: dijelom Jugoslavije
- 1958.: dijelom Jugoslavije
- 1961.: dijelom Jugoslavije
- 1964.: dijelom Jugoslavije
- 1967.: dijelom Jugoslavije
- 1970.: dijelom Jugoslavije
- 1974.: dijelom Jugoslavije
- 1978.: dijelom Jugoslavije
- 1982.: dijelom Jugoslavije
- 1986.: dijelom Jugoslavije
- 1990.: dijelom Jugoslavije
- 1993.: dijelom SCG
- 1995.: dijelom SCG
- 1997.: dijelom SCG
- 1999.: dijelom SCG
- 2001.: dijelom SCG
- 2003.: dijelom SCG
- 2005.: dijelom SCG
- 2007.: dijelom SCG
- 2009.: -
- 2011.: -
- 2013.: -
- 2015.: -
- 2017.: -
- 2019.: -
- 2021.: -
- 2023.: -

### Sudjelovanja naprvenstvu država u usponu
- 2015., Kosovo: bronca